# Aleksandrovac (Žabari)
Pour les articles homonymes, voir Aleksandrovac (homonymie).
Aleksandrovac (en serbe cyrillique : Александровац) est une localité de Serbie située dans la municipalité de Žabari, district de Braničevo. Au recensement de 2011, elle comptait 1 382 habitants.
Aleksandrovac est officiellement classé parmi les villages de Serbie.

## Géographie
Le village d'Aleksandrovac est situé à 11 km de Žabari et s'étend entre la Velika Morava et le bois de Sopot (Сопотскa гредa). Il est également situé sur les bords du Točak. Aux alentours s'élèvent les collines de Jerenjak (199 m) au nord-est, de Parlog ((250 m) à l'est et de Katonište ((214 m) au sud.
Le peuplement du village se caractérise par sa densité. Les constructions les plus récentes se concentrent sur la route de Požarevac à Svilajnac, ce qui modifie la configuration originelle du village en carré.

## Histoire
Autrefois, le village portait le nom de Prahovo. C'est ainsi qu'on le trouve désigné dans un document écrit datant de 1467. Il est aussi désigné sous les noms de Pr’ovo, Prhovo, Pr’ovac, Prvulovo, Prvo, Prvovo.
Ces noms divers font localement l'objet de plusieurs récits. Selon une légende, Prvo, qui en serbe signifie "le premier", proviendrait du fait qu'il est la première localité à s'être déplacée des bords de la Morava sur la route de Svilajnac. Dans une autre légende, rapportée par la population, deux hommes auraient créé un village : Prvul et Marko ; ceux qui se seraient installés avec Prvul auraient appelé leur village Prvulovac ; ceux qui se seraient regroupés autour de Marko auraient nommé le leur Markovac.
L’église d'Aleksandrovac a été construite en 1884. Elle est dédiée à Saint-Nicolas pour lequel le village organise chaque année de grandes fêtes. On y célèbre aussi Saint Pantelej.
Le village porte son nom actuel depuis le 1er mars 1893, en l'honneur de l'arrivée au pouvoir du jeune roi Alexandre Ier de Serbie.

## Démographie

### Évolution historique de la population
| 1948  | 1953  | 1961  | 1971  | 1981  | 1991  | 2002  | 2011  |
| ----- | ----- | ----- | ----- | ----- | ----- | ----- | ----- |
| 2 855 | 2 906 | 2 731 | 2 377 | 2 220 | 1 956 | 1 546 | 1 382 |

|  |